# 西大吾乡
西大吾乡，是中华人民共和国河北省石家庄市平山县下辖的一个乡镇级行政单位。

## 行政区划
西大吾乡下辖以下地区：
西大吾村、东小齐村、西小齐村、东李家庄村、王大齐村、封许大齐村、东柏坡村、西李家庄村、尤家庄村、近掌村、东大吾村、东沿兴村、夹峪村、西沿兴村、田兴村、米家沟村、邾坊村、东荣村、西荣村、中荣村、北荣村、南荣村和冀家沟村。